# Eutrachelophis
Eutrachelophis is een geslacht van slangen uit de familie toornslangachtigen (Colubridae) en de onderfamilie Dipsadinae.

## Naam en indeling
De wetenschappelijke naam van de groep werd voor het eerst voorgesteld door Charles William Myers en Samuel Booker McDowell in 2014. Er zijn twee soorten inclusief de pas in 2019 beschreven Eutrachelophis papilio.  De soort Baliodryas steinbachi werd tot 2019 ook tot dit geslacht gerekend. 

### Soorten
Het geslacht omvat de volgende soorten, met de auteur en het verspreidingsgebied.
| Naam                    | Auteur                 | Verspreidingsgebied |
| ----------------------- | ---------------------- | ------------------- |
| Eutrachelophis bassleri | Myers & McDowell, 2014 | Peru, Ecuador       |
| Eutrachelophis papilio  | Zaher & Prudente, 2019 | Brazilië            |

## Verspreiding en habitat
De soorten komen voor in delen van Zuid-Amerika en leven in de landen Brazilië, Peru en Ecuador.